# Казка на ніч (фільм, 1991)
«Казка на ніч» («Сказка на ночь») — радянський художній фільм 1991 року, знятий режисером Юрієм Волкогоном на студії «Уральські бобри».

## Сюжет
У центрі психологічної драми — історія братів-близнюків: військового аташе та працівника карного розшуку.

## У ролях
- Ігор Бочкін — Павло/Петро, брати близнюки
- Лариса Полякова — Маргарита
- Ірина Шмельова — Вікторія
- Катя Михайловська — Танька
- Денис Баздирєв — Колька
- Антон Смекалкін — Женя, оперативник
- Юрій Назаров — полковник міліції
- Сергій Арцибашев — Окулястий, ватажок банди
- Сергій Бистрицький — Серьога, бандит
- Віталій Царегородцев — Вітьок, бандит
- Олександр Овчинников — шеф Маргарити
- Семен Фурман — Цандер, дрібний шахрай
- Юрій Лахін — охоронець
- Світлана Коновалова — пасажирка на вокзалі
- Марина Гайзідорська — Ніна, співробітниця Маргарити
- М. Палуха — епізод
- Юрій Рябенко — епізод
- Сергій Прищепо — епізод
- Олександр Єфанов — епізод

## Знімальна група
- Режисер — Юрій Волкогон
- Сценаристи — Юрій Волкогон, Дмитро Воронков
- Оператор — Юрій Уланов
- Композитор — Олексій Козлов
- Художник — Олександр Самулекін